# 82656 Puskás
(82656) Puskás, denumire internațională (82656) Puskas, este un asteroid din centura principală de asteroizi.

## Descriere
82656 Puskás este un asteroid din centura principală de asteroizi. A fost descoperit pe 10 august 2001 la Observatorul Calar Alto de Krisztián Sárneczky și Gyula Szabó. Asteroidul prezintă o orbită caracterizată de o semiaxă mare de 3,09 ua, o excentricitate de 0,18 și o înclinație de 2,8° în raport cu ecliptica.